# New York Fashion Week

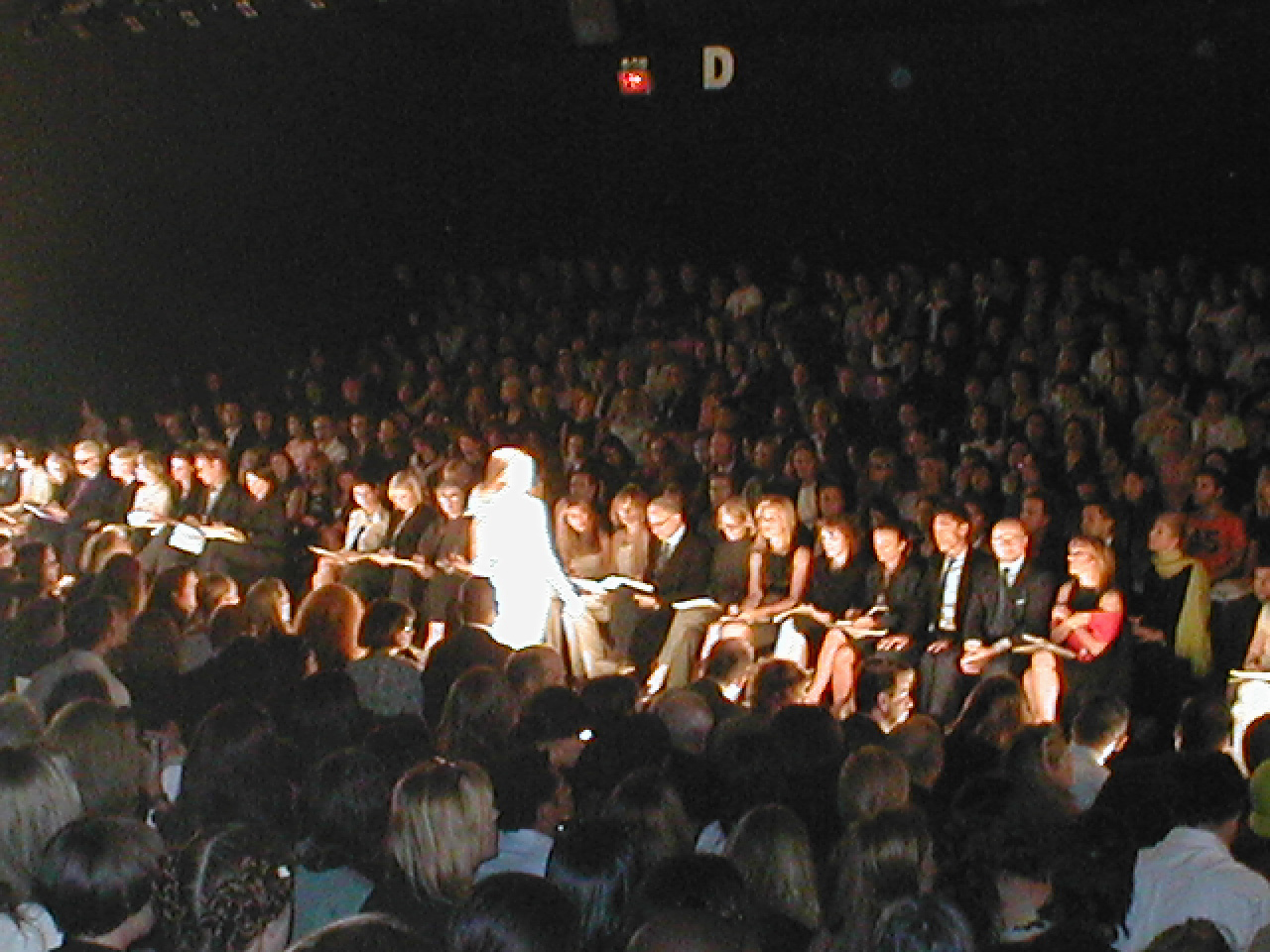
Modelo desfilando en la pasarela de Michael Kors, en la Semana de la Moda Otoño 2003 de la ciudad de Nueva York.

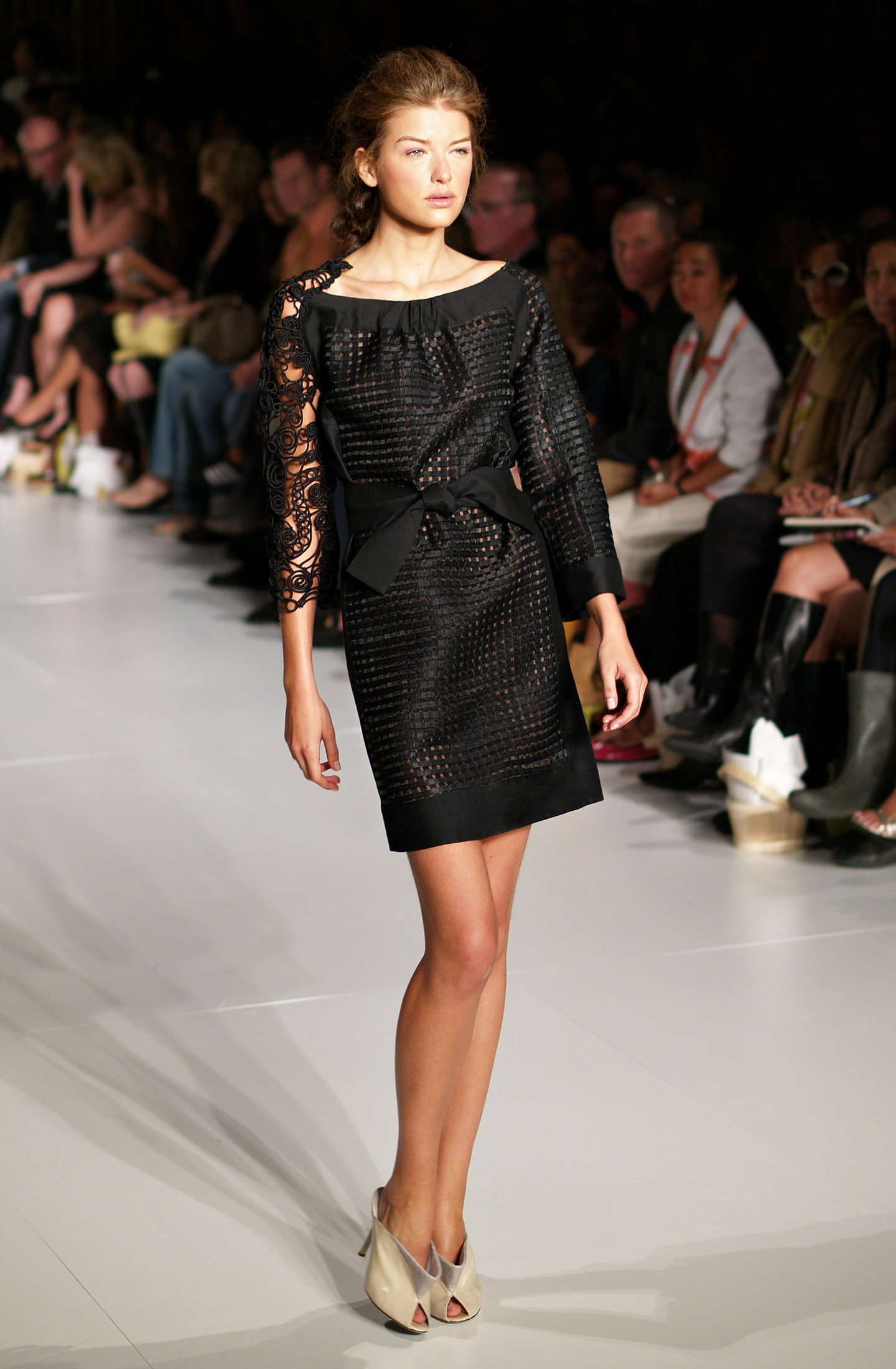
Nataliya Gotsiy modelando para Cynthia Rowley, en la Semana de la Moda 2007 de la ciudad de Nueva York.

La Semana de la Moda de Nueva York o en inglés conocida como New York Fashion Week, oficialmente llamada como Mercedes-Benz Fashion Week, es un evento semi anual de la semana de la moda celebrada en la Ciudad de Nueva York. Es considerada como el evento más importante en la industria de la moda. La semana de la Moda de Otoño de 2008 fue celebrado entre el 1 de febrero de 2008 y el 8 de febrero de 2008. 

## Historia
La primera Semana de la Moda de Nueva York, después llamada como la "Semana de los Medios", fue la primera semana de la moda en ser celebrada en el mundo. "La Semana de los Medios" o "Press Week", fue la primera semana organizada especialmente para un evento de modas. El evento fue celebrado en 1943, y fue diseñado para atraer la atención de los seguidores de los eventos de modas franceses durante la Segunda Guerra Mundial, cuando los diseñadores de modas no podían viajar a París para ver los eventos de moda. La publicista de modas Eleanor Lambert organizó un evento en la que llama "Press Week" para mostrar los diseños de diseñadores estadounidenses a los diseñadores de moda franceses, que siempre la criticaban de sus innovaciones. (Los compradores no se les permitía ir a los eventos, sin embargo tenían que ir a los showrooms de los diseñadores). La Semana de los Medios fue un éxito, y las revistas de modas como Vogue, que normalmente estaban llenas de diseñadores franceses, empezó a incrementar el número de diseñadores de modas estadounidenses.